# Sông Đắk R' Lấp
Sông Đắk R' Lấp (tên khác: Sông Đắk NBLiêng) là một con sông đổ ra Sông Bé. Sông có chiều dài 123 km và diện tích lưu vực là 1.085 km².
Sông Đắk R' Lấp chảy qua các tỉnh Bình Phước, Đắk Nông .

## Chỉ dẫn
1. ↑  Trong tiếng các dân tộc thuộc nhóm ngôn ngữ Môn-Khmer ở Tây Nguyên và trong tiếng Việt cổ (trước thế kỷ 16, xem Chữ Nôm) thì đăk đã có nghĩa là nước, sông, suối, còn krông nghĩa là sông.